# ミェイク
ミェイク（ビルマ語: မြိတ်မြို့; ALA-LC翻字法: Mritʻ mrui' IPA: [mjeʲʔ mjo̰] ミェイッ・ミョー）はミャンマーのタニンダーリ地方域の都市である。旧称、メルギー（Mergui）。国の南端近くに位置し、アンダマン海に面する。2014年時点で人口は28万4037人だった。ミェイクから内陸に向かう回廊はタイ王国への密輸が盛んである。シンホン峠(マウ・ダウン峠)には国境管理所が有る。

## 歴史
11世紀 - 13世紀、ミェイクはパガン王朝の南端だった。
1287年、パガン王朝は滅亡した。ミェイクはスコータイ王朝が支配した。
1564年、タウングー王朝がミェイクを占領した。
1593年、アユタヤ王朝がミェイクを占領した。16世紀にはミェイクはヨーロッパ人との重要な貿易港だった。タニンダーリ地方域を横断して山を越えてアユタヤに向かった。
1687年、タイ・イギリス戦争が起き、イギリスがタイから排除された。
アユタヤ王のナーラーイは、イギリスのSamuel Whiteに代わってフランスのDe Beauregardを任命した。

1688年、シャム革命によってフランスはミェイクから排除された。
1765年、コンバウン王朝はアユタヤ王朝に侵攻し、ミェイクを占領した。
1767年、アユタヤ王朝は滅亡した。
1826年、第一次英緬戦争(英緬戦争)によってビルマ人はミェイクを含むタニンダーリ地方域をイギリスに奪われた。
第二次世界大戦中、日本軍は現地人を使役してメルギー道を造った。連合軍の空爆で破壊された鉄道に代わる撤退路を確保する為だった。

## 気候
ミェイクは熱帯モンスーン気候(Am)である。気温は一年を通じて暖かく、短い乾季(12月 - 2月)と長い雨季(2月 - 11月)が有る。特に5月 - 9月は雨が多い。
| Myeikの気候            | Myeikの気候 | Myeikの気候 | Myeikの気候 | Myeikの気候 | Myeikの気候 | Myeikの気候 | Myeikの気候 | Myeikの気候 | Myeikの気候 | Myeikの気候 | Myeikの気候 | Myeikの気候 | Myeikの気候    |
| 月                     | 1月         | 2月         | 3月         | 4月         | 5月         | 6月         | 7月         | 8月         | 9月         | 10月        | 11月        | 12月        | 年             |
| ---------------------- | ----------- | ----------- | ----------- | ----------- | ----------- | ----------- | ----------- | ----------- | ----------- | ----------- | ----------- | ----------- | -------------- |
| 平均最高気温 °C （°F） | 31.4 (88.5) | 32.1 (89.8) | 33.1 (91.6) | 33.6 (92.5) | 31.8 (89.2) | 29.4 (84.9) | 29.1 (84.4) | 28.8 (83.8) | 29.5 (85.1) | 30.7 (87.3) | 31.6 (88.9) | 31.5 (88.7) | 31.05 (87.89)  |
| 平均最低気温 °C （°F） | 20.7 (69.3) | 21.6 (70.9) | 23.1 (73.6) | 24.6 (76.3) | 24.2 (75.6) | 23.6 (74.5) | 23.4 (74.1) | 23.3 (73.9) | 23.5 (74.3) | 23.2 (73.8) | 22.7 (72.9) | 21.0 (69.8) | 22.91 (73.25)  |
| 降水量 mm （inch）     | 4 (0.16)    | 51 (2.01)   | 55 (2.17)   | 128 (5.04)  | 422 (16.61) | 783 (30.83) | 740 (29.13) | 868 (34.17) | 482 (18.98) | 302 (11.89) | 73 (2.87)   | 13 (0.51)   | 3,921 (154.37) |
| 出典：NOAA (1961-1990) |             |             |             |             |             |             |             |             |             |             |             |             |                |

## 経済
漁業の他に、天然ゴム・ココナッツ・シュリンプペースト・燕の巣・養殖真珠が特産品である。ミェイクは800島に及ぶメルギー諸島への入口である。島々の観光は船からの観察に限られており、自然の保護に繋がっている。

## 民族
ミェイク市民の祖先はビルマ人や華僑、カレン族、インド人、モン族、モーケン族に繋がっている。彼らは独特の抑揚でビルマ語を話す。島に住むモーケン族は「海の流浪の民」として知られ、マレーシアの島の民と関係が有るとも言われる。

## 関連書籍
- Anderson, John (1890). English Intercourse with Siam in the Seventeenth Century. Routledge. ISBN 978-0-415-24548-7
- General Desfarges; Vollant des Verquains, Jean (2002). Three Military Accounts of the 1688 "revolution" in Siam. Orchid Press. ISBN 978-974-524-005-6
- Pardieu, Vincent (December 2007) "South Sea Cultured Pearls From Mergui, Burma (Myanmar)"